# Arganzuela
Arganzuela é um distrito da cidade espanhola de Madrid. Tem uma superfície com aproximadamente 6,55 km² e conta com 146.833 habitantes.

## Bairros
Este distrito está dividido em sete bairros:
- Imperial
- Acacias
- Chopera
- Legazpi
- Delicias
- Palos de la Frontera
- Atocha